# Dorfkirche Beenz (Lychen)

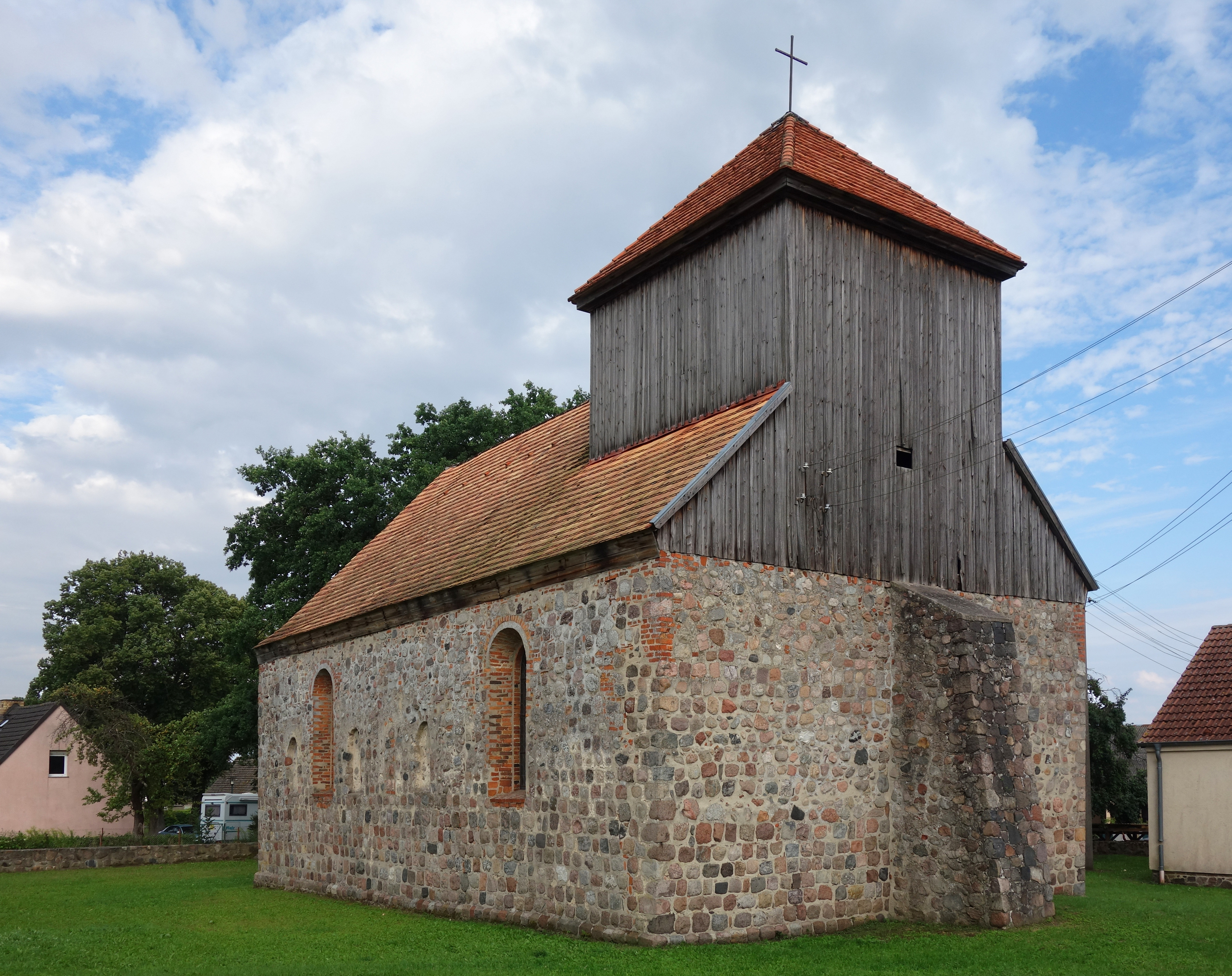
Dorfkirche Beenz

Die evangelische, denkmalgeschützte Dorfkirche Beenz steht in Beenz, einem Gemeindeteil von Lychen im Landkreis Uckermark von Brandenburg. Die Kirche gehört zum Kirchenkreis Oberes Havelland im Sprengel Potsdam der Evangelischen Kirche Berlin-Brandenburg-schlesische Oberlausitz.

## Beschreibung
Das Langhaus der Saalkirche, das mit einem Satteldach bedeckt ist, wurde im 13. Jahrhundert aus Feldsteinen erbaut und 1733 weitgehend erneuert. Aus dieser Zeit stammen auch der holzverkleidete, mit einem Pyramidendach bedeckte Dachturm im Westen, die großen Rundbogenfenster und das Südportal. Die Unterteile der ursprünglichen Fenster wurden zu Nischen umgebaut. Der Kanzelaltar wurde im Jahr 1752 unter Verwendung eines Kanzelkorbs aus dem 17. Jahrhundert geschaffen. Die Orgel mit sechs Registern, einem Manual und einem Pedal wurde 1887 von Albert Hollenbach gebaut. Sie steht auf der Orgelempore mit rechteckig vorgezogenem Mittelteil. Eine Glocke stammt vielleicht noch aus dem 14. Jahrhundert.